# François Isabel des Parcs
François-Benjamin Isabel des Parcs est un homme politique français né le 26 janvier 1778 à Pont-l'évêque (Calvados) et mort à une date inconnue.

## Biographie
Magistrat, président du tribunal civil de Pont-l'évêque, il est député du Calvados pendant les Cent-Jours, en 1815.

## Sources
« François Isabel des Parcs », dans Adolphe Robert et Gaston Cougny, Dictionnaire des parlementaires français, Edgar Bourloton, 1889-1891 [détail de l’édition]